# Mas de Mansió
El Mas de Mansió és una obra de Tarragona protegida com a Bé Cultural d'Interès Local.

## Descripció
Mas de considerables proporcions, del qual destaca el cos principal de tres plantes i coberta a doble vessant. La façana principal està estructurada en una superposició d'arcades que formen diferents galeries i tancats de terrasses. A la planta baixa hi ha tres arcades centrals més altes, flanquejades per dues menys grans. Al primer pis, les cinc arcades són de la mateixa mida. Finalment, a l'altell la superfície del qual és inferior, només se'n obren tres. Al voltant d'aquest cos hi trobem altres edificacions relacionables amb l'activitat desenvolupada al mas.